# 직소 (쏘우)
존 크레이머(John Kramer) 또는 간단히 직소(Jigsaw)는 영화 《쏘우 시리즈》에 등장하는 가공의 인물로, 연속 엽기 살인범이다.